# Scheiblingkirchen-Thernberg
Scheiblingkirchen-Thernberg osztrák mezőváros Alsó-Ausztria Neunkircheni járásában. 2019 januárjában 1881 lakosa volt. 

## Elhelyezkedése

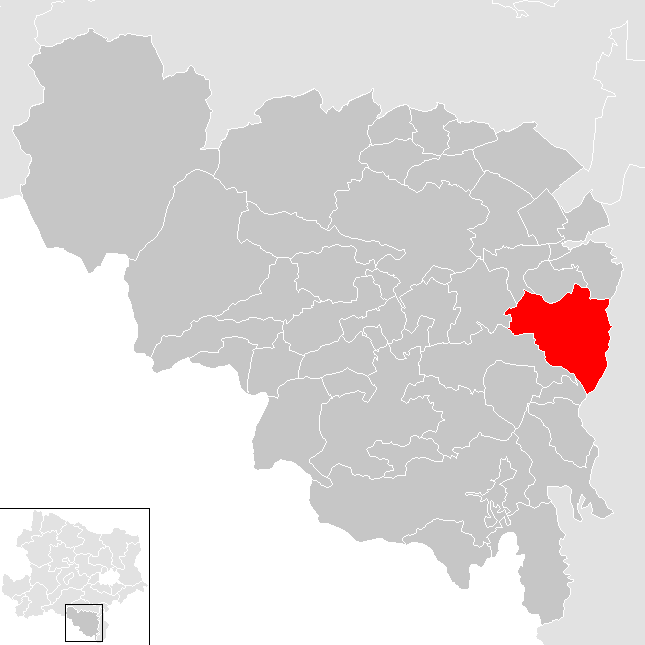
Scheiblingkirchen-Thernberg a Neunkircheni járásban

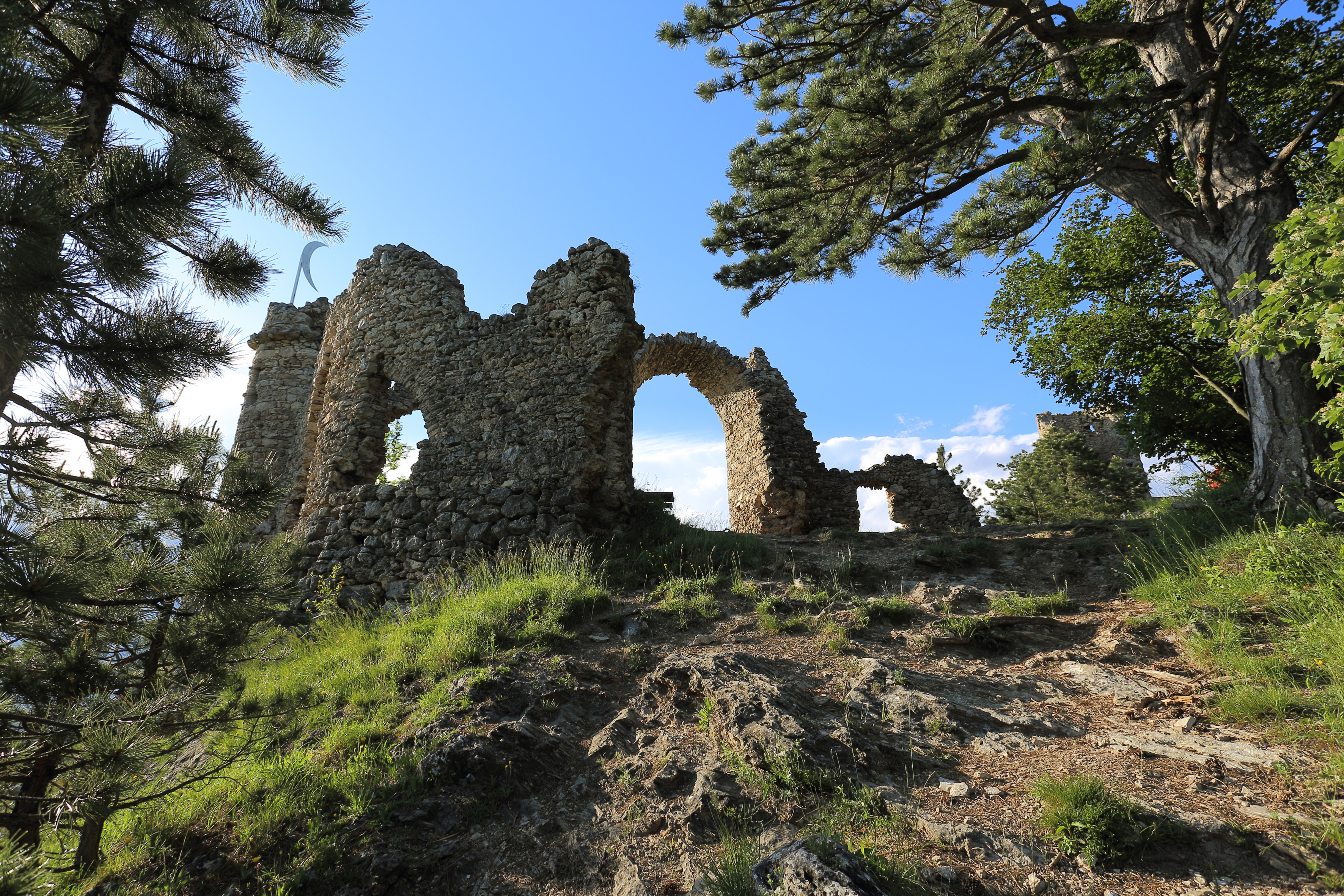
Türkensturz várának romjai

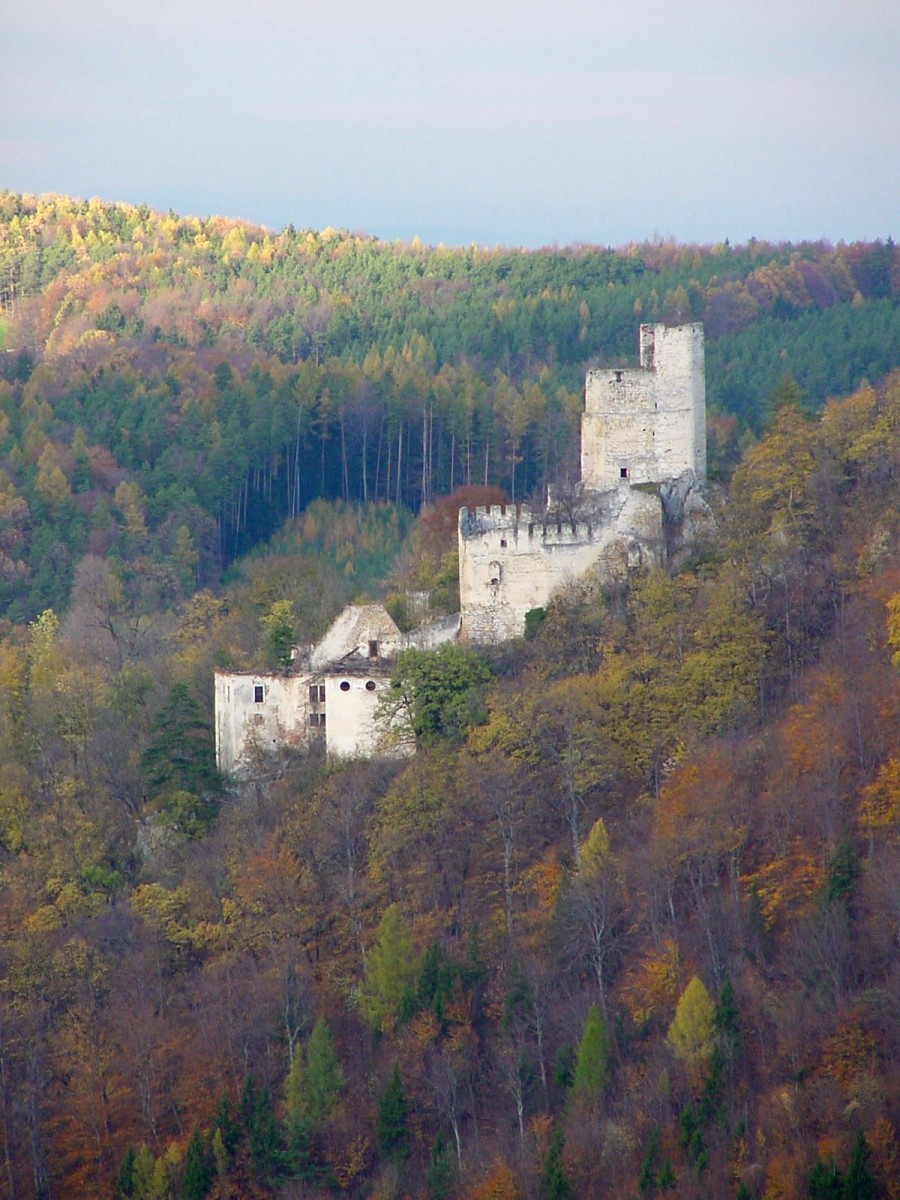
A thernbergi várrom

Scheiblingkirchen-Thernberg Alsó-Ausztria Industrieviertel régiójában fekszik a Bucklige Welt dombságán, a Pitten (Scheiblingkirchen) és a Schlattenbach (Thernberg) folyók mentén. Területének 64,3%-a erdő. Az önkormányzat 5 településrészt, illetve falut egyesít: Gleißenfeld (470 lakos 2019-ben), Reitersberg (75), Scheiblingkirchen (637), Thernberg (629) és Witzelsberg (70).  
A környező önkormányzatok: délre Thomasberg, délnyugatra Warth, nyugatra Wartmannstetten, északnyugatra Natschbach-Loipersbach,  északra Seebenstein és Pitten, keletre Bromberg, délkeletre Lichtenegg. 

## Története
A Buckilige Welt erdős dombsága a 11. század közepéig lakatlan határvidék volt Ausztria és Magyarország között, de 1042-ben Gottfried von Wels-Lambach a pitteni csatában legyőzte a magyarokat és elhódította a térséget, majd miután III. Henrik császár vereséget szenvedett a magyaroktól, a határ a Lajtánál stabilizálódott. Gottfried gróf megkeresztelte a szórványos lakosságot és telepeseket hozatott az erdő irtására. A pitteni uradalomhoz tartozó Scheiblingkirchen (akkor még Puechperg) első említése 1149-ből származik, ekkor épült temploma. 1272-ben az osztrák hercegséget megszerző Rudolf von Habsburg Pitten, Thernberg és Aspang uradalmának ítélkezési jogot adományozott. 1324-ben Habsburg Albert felesége, Erzsébet megerősítette Scheiblingkirchen addigi vám- és adómentességét, valamint a kisebb súlyú bűncselekményekben az ítélkezés jogát. 1372-ben először jelenik meg írásban a település mai neve ("Scheiblachkirchen"). 
1783-ban Scheiblingkirchen egyházközsége elszakadt Pittenétől és önállóvá vált. 1807-ben János főherceg megvásárolta a thernbergi várat, amelyet renováltatott és időnként ide menekült a bécsi udvar intrikái elől. 1846-ban egy árvíz az egész települést elöntötte, a plébánia is háromnegyed méterig víz alá került. 1850-ben megalakult a községi önkormányzat, majd ipar is települt a községbe egy lőporgyár képében, amelyben több alkalommal is történt – emberéleteket is követelő – baleset.
Az önkormányzat mai formájában 1971 óta létezik, amikor Scheiblingkirchen és Thernberg egyesült. 

## Lakosság
A Scheiblingkirchen-Thernberg-i önkormányzat területén 2019 januárjában 1881 fő élt. A lakosságszám 2011-ben érte el a csúcspontját 1909 fővel, azóta némi csökkenés tapasztalható. 2017-ben a helybeliek 97,2%-a volt osztrák állampolgár; a külföldiek közül 0,7% a régi (2004 előtti), 1,1% az új EU-tagállamokból érkezett. 2001-ben a lakosok 92,7%-a római katolikusnak, 1% evangélikusnak, 4,8% pedig felekezeten kívülinek vallotta magát. Ugyanekkor 9 magyar élt a mezővárosban. 
A lakosság számának változása:

| 2016 | 1 892 |
| 2018 | 1 864 |

## Látnivalók
- a Mária Magdolna-plébániatemplom egy román stílusú körtemplom
- a thernbergi Szeplőtelen fogantatás-plébániatemplom
- a Türkensturz várának romjai
- Thernberg várának romjai

## Fordítás
- Ez a szócikk részben vagy egészben  a   Scheiblingkirchen-Thernberg című német Wikipédia-szócikk ezen változatának fordításán alapul.  Az eredeti cikk szerkesztőit annak laptörténete sorolja fel. Ez a jelzés csupán a megfogalmazás eredetét és a szerzői jogokat jelzi, nem szolgál a cikkben szereplő információk forrásmegjelöléseként.